# Ilex collina
Ilex collina är en järneksväxtart som beskrevs av Alexander. Ilex collina ingår i släktet järnekar, och familjen järneksväxter. Inga underarter finns listade i Catalogue of Life.